# アカオニガゼ
アカオニガゼ(学名：Astropyga radiata)は、ウニの一種。長い棘をもつ大型種で、インド太平洋の熱帯から亜熱帯海域に分布する。

## 分布と生息地

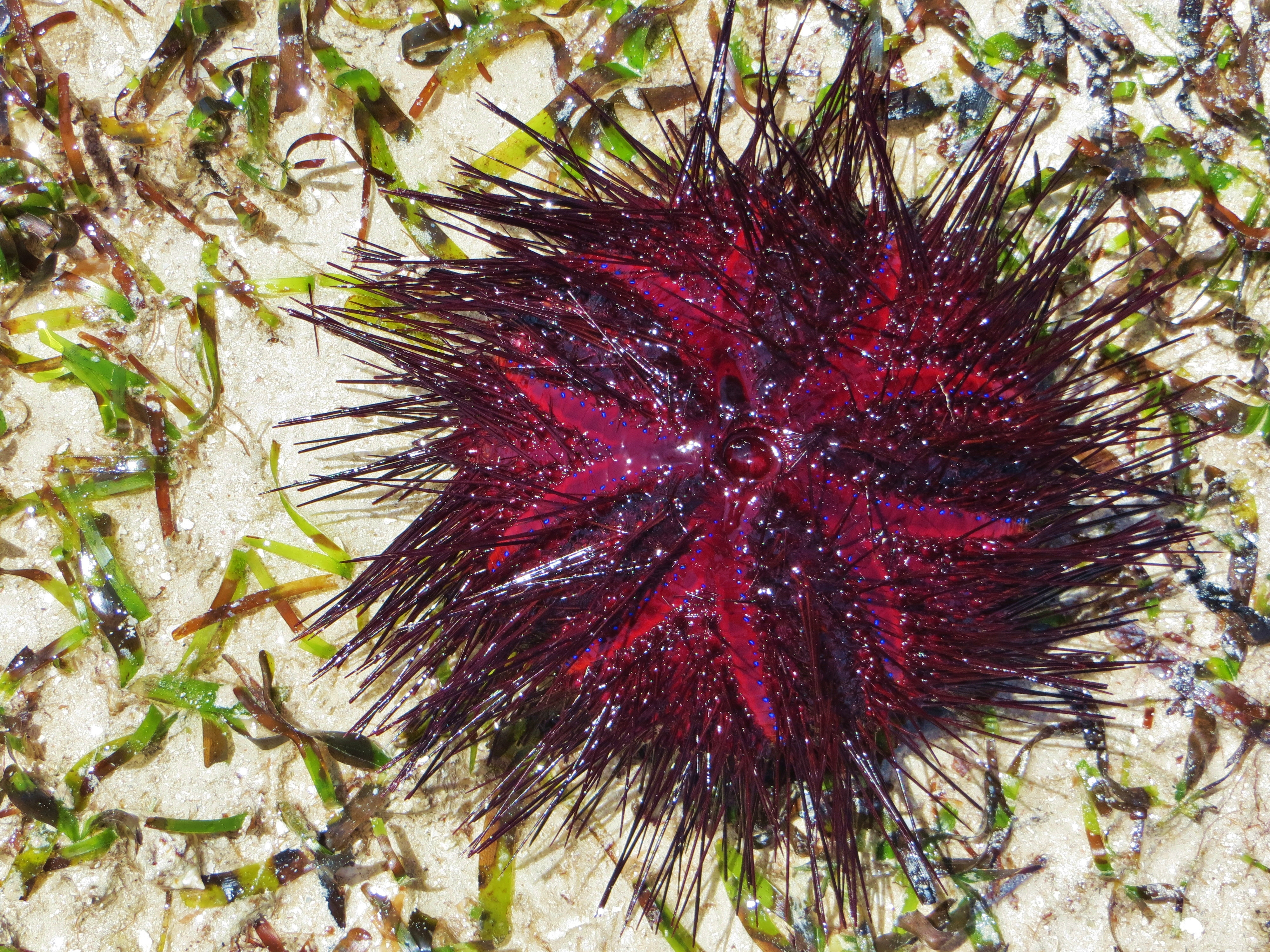
干潮時の浅場にも生息するが、乾燥の危険もある。

アフリカからハワイ諸島、オーストラリアまで、インド太平洋の熱帯から亜熱帯海域に広く分布する。日本では房総半島以南の温暖な海域で見られる。通常水深10 - 30 m、最深70 mの砂地、礫地、サンゴ礁、ラグーンや湾に生息する。多くの個体が密集している場合もある。

## 形態

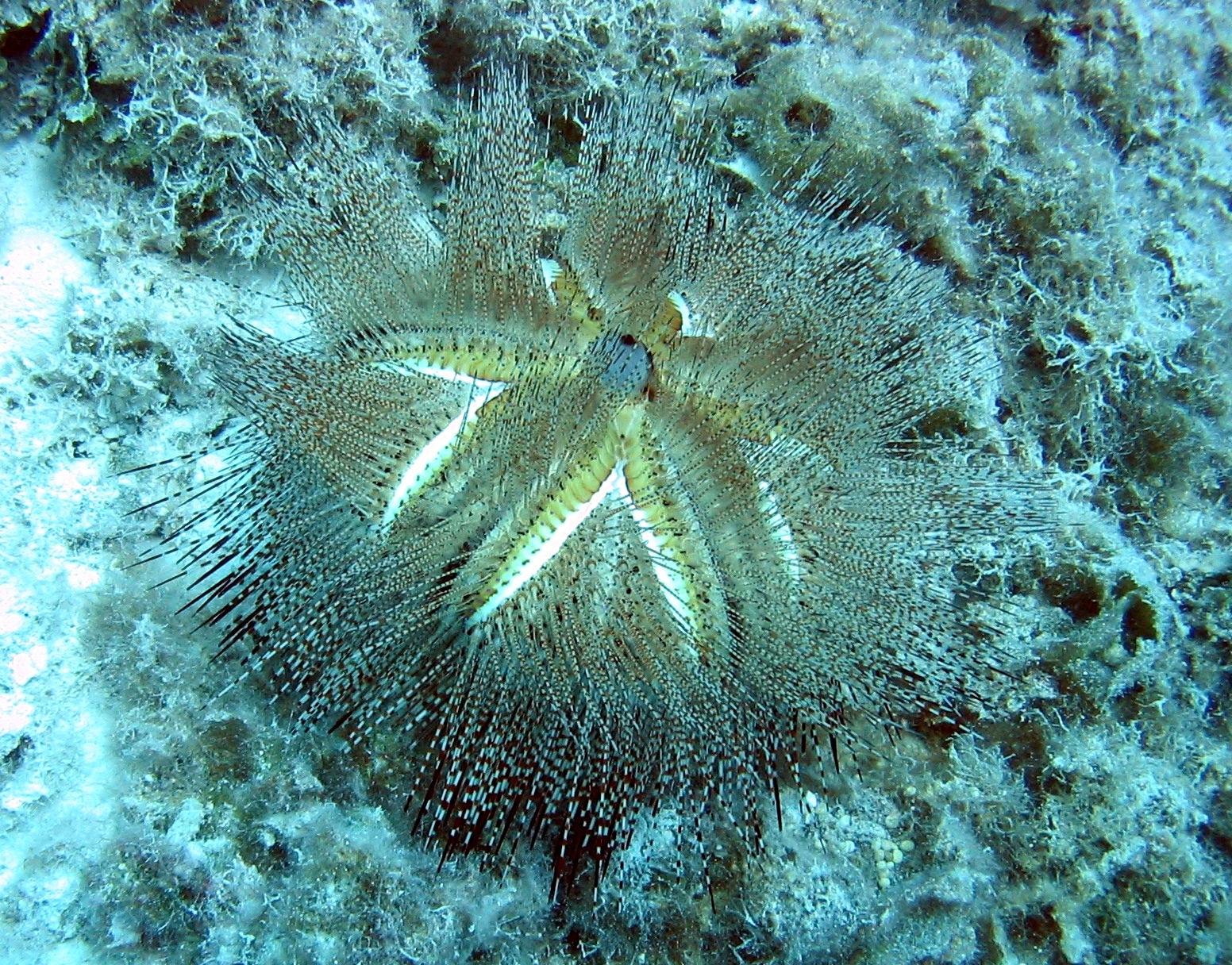
白みの強い個体

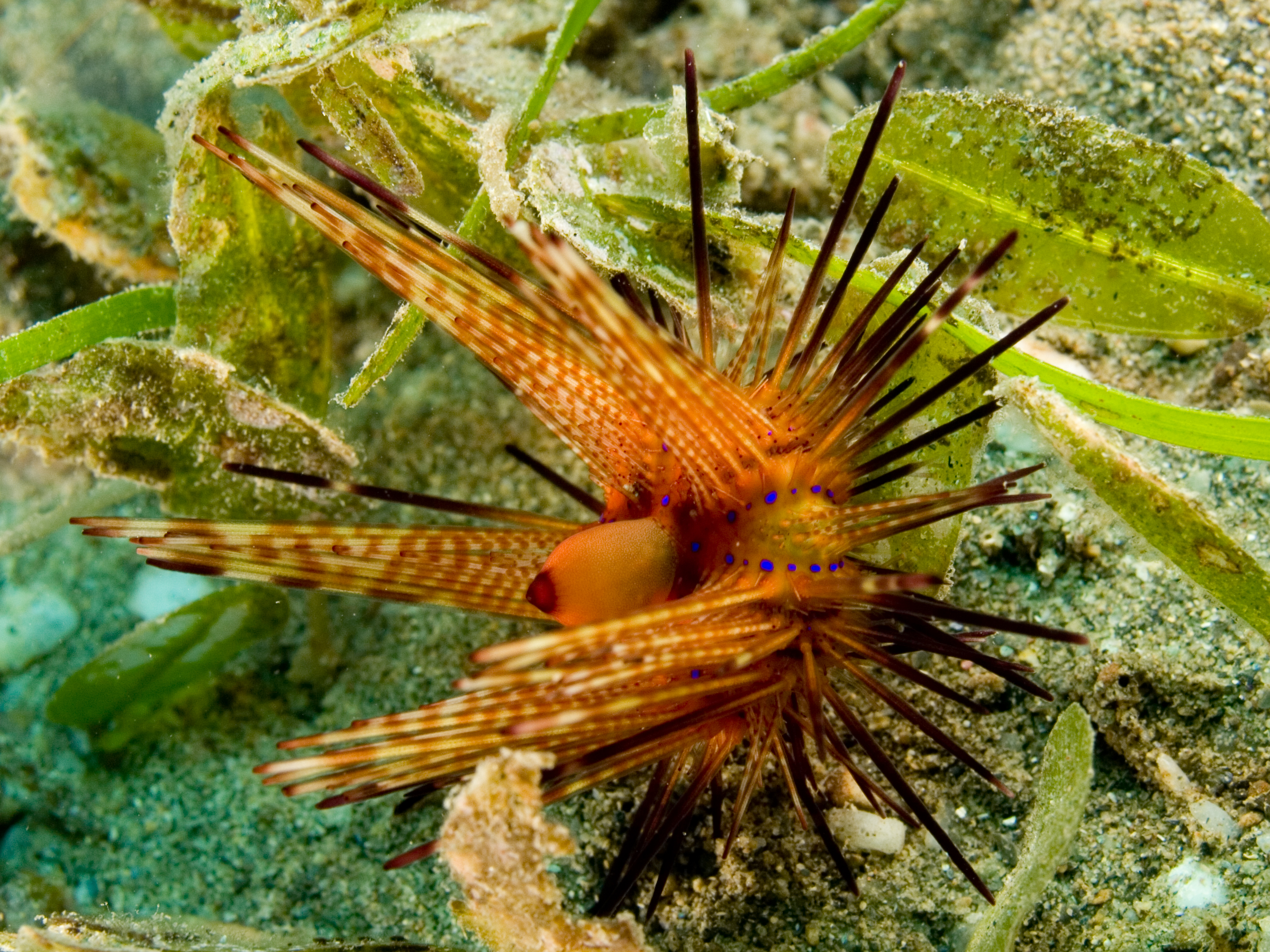
オレンジ色の個体

直径は最大20 cmと大型で、体は扁平もしくは上側がわずかに凹む。棘は最大4 cmで、五角形のように並んでおり、棘の無いV字型の領域がある。棘の無い部分は赤く、虹色の青い点が並び、残りの部分と棘の色は、赤褐色から紫、暗褐色、黒色など様々。棘は長く中空である。棘には二種類あり、短い方が有毒。肛門は突出し、茶色で先端が暗い。稚ウニの棘には横縞があり、成体になっても残ることがある。

## 生態
主に夜行性で、海藻を食べる。口は下側の中心にあり、5本の強力な歯がある。光に敏感で、天敵の影を検知すると棘を向ける。雌雄異体であり、卵と精子を水中に放出する。受精後、幼生は浮遊生活を送り、成長した後着底し、変態して稚ウニになる。

## 他の生物との関わり
本種の棘には毒があるため、小さな生物は身を守るため棘の中に着くことがある。甲殻類ではオニガゼヤドリエビやガンガゼエビなどのエビ、ゼブラガニなどのカニが見られる。キメンガニ属の一種は身を守るため本種を背負う事がある。センネンダイ、テンジクダイ科、キリンミノなどの幼魚が棘の間に生息することがある。

## 人との関わり
棘の毒は強力で、刺されても命には関わらないが痛みを伴う。美しい体色の為、観察対象になる。